# ماسک زده (فیلم)
«ماسک زده» فیلمی در ژانر وسترن به کارگردانی مک وی. رایت است که در سال ۱۹۲۰ منتشر شد. از بازیگران آن می‌توان به هوت گیبسون اشاره کرد.